# Juliusz Prokopczyc
Juliusz Prokopczyc (ur. w 1841) – urzędnik c. i k. narodowości ukraińskiej, radca dworu, honorowy obywatel Zaleszczyk.
Jego ojcem był Jewstachij Prokopczyc.
Komisarz rządowy w powiatach bialskim (m.in. w 1871), podhajeckim (m.in. w 1879, 1880), starosta powiatowy w Gorlicach (m.in. w 1888), w Łańcucie (m.in. w 1889, 1890), w Zaleszczykach (m.in. w 1895), w Stanisławowie (od 1895, m.in. w 1900, podczas I wojny światowej), radca dworu w 1900.
29 maja 1887 w pierwszy dzień świąt zielonych jako starosta powiatowy z Gorlic uczestniczył w obchodach z powodu poświęcenia sztandaru straży ochotniczej w Bieczu, na jej cele ofiarował 40 franków w złocie. 1 lipca 1893 został radcą namiestnictwa.
W 1911 były pogłoski o jego mianowaniu wiceprezydentem C. K. Namiestnictwa we Lwowie.